# Tírvia
Tírvia község Spanyolországban, Lleida tartományban. Tírvia Alins, Vall de Cardós, Llavorsí és Farrera községekkel határos. Lakosainak száma 144 fő (2024).

## Népesség
A település népessége az utóbbi években az alábbiak szerint változott:
| Lakosok száma | 250  | 414  | 288  | 219  | 99   | 131  | 143  | 156  | 131  | 144  |
|               | 1717 | 1887 | 1936 | 1960 | 1986 | 2004 | 2009 | 2014 | 2019 | 2024 |